# Долгово (Алтайский край)
Долгово — село в Новичихинском районе Алтайского края России. Административный центр Долговского сельсовета.

## География
Расположен на юго-западе края  на Приобском плато, у озера Горькое, вблизи лесного массива Касмалинский ленточный бор. 
Климат
Климат континентальный, характеризуется коротким летом и малоснежными зимами с метелями. 
Средняя температура января −18,8 °C, июля +20 °C. Годовое количество атмосферных осадков — 326 мм.

## История
В списке населенных мест Томской губернии 1859 года п  972 д Долгова (Кашкарова) при озере Долгом состоит из 6 дворов.
Согласно  Закону Алтайского края от 05 октября 2007 года Долгово возглавило образованное муниципальное образование «Долговский сельсовет».

## Население
| 1997 | 1998 | 1999 | 2000 | 2001 | 2002 | 2003 | 2004 | 2005 | 2006 | 2007 |
| ---- | ---- | ---- | ---- | ---- | ---- | ---- | ---- | ---- | ---- | ---- |
| 758  | ↘755 | ↗763 | ↘751 | ↘668 | ↗673 | ↘664 | ↘627 | ↘614 | ↘610 | ↘595 |
| 2008 | 2009 | 2010 | 2011 | 2012 | 2013 |      |      |      |      |      |
| ↘590 | ↘572 | →572 | →572 | ↘566 | ↘549 |      |      |      |      |      |

Национальный состав
Согласно результатам переписи 2002 года, в национальной структуре населения русские составляли 93 % от 652 жителей.

## Инфраструктура
МКОУ Долговская СОШ. 
Отделение почтовой связи.
Администрация Долговского сельсовета.
Мемориал воинам, погибшим в годы Великой Отечественной войны. 

## Транспорт
Село доступно автомобильным транспортом по автодороге общего пользования регионального значения Веселая Дубрава — Долгово — Ильинский.